# (17493) Wildcat
(17493) Wildcat (1991 YA) – planetoida z grupy przecinających orbitę Marsa okrążająca Słońce w ciągu 4,54 lat w średniej odległości 2,74 j.a. Odkryta 31 grudnia 1991 roku.